# Somatochlora margarita
Somatochlora margarita (tên tiếng Anh: Texas Emerald) là một loài chuồn chuồn ngô thuộc họ Corduliidae. Nó là loài đặc hữu của Hoa Kỳ. Môi trường sống tự nhiên của nó là các con sông.